# Gilbert Kennedy (lantbrukare)
James Gilbert Kennedy, född 19 september 1886 på Råbelöv i Fjälkestads socken, död 19 januari 1946 i Stockholm, var en svensk jordbrukare.
Gilbert Kennedy var son till James Kennedy. Han genomgick 1907–1909 Alnarps lantbruksinstitut och förvaltade 1910–1914 Odersberga fideikommiss, vilket han 1914–1917 arrenderade. Från 1917 var han innehavare av Råbelövs och Odersberga fideikommiss. Kennedy var en framstående jordbrukare och föregångsman särskilt inom beteskulturens område. På sina gods gödslade han inte bara vallar utan även naturliga betesmarker, och omvandlade sina nötkreatursbesättningar från kraftfodertyp till betestyp, vilket resulterade i ökad avkastning. Han redogjorde för sina resultat i Erfarenheter angående den ekonomiska betydelsen av genomförd betesdrift (1926). Han ägna även stort intresse för jordbrukstekniska frågor, särskilt artificiell grästorkning som han praktiserade i så kallade "hötorkor". Därutöver var engagerad som fruktodlare, tobaksodlare och skogsbrukare. Bland hans uppdrag märks som styrelseledamot i Allmänna svenska utsädesaktiebolaget i Svalöv, Skånes betodlares centralförening, Jordbrukstekniska föreningen, Statens maskinprovningar och Skånska hypoteksföreningen. År 1929 invaldes han i Lantbruksakademien. Kenneby var även engagerad som kommunalpolitiker i Fjälkestads landskommun.